# Solà de Miravet d'Arbul
El Solà de Miravet d'Arbul és una solana del terme municipal de Tremp, al Pallars Jussà, dins de l'antic terme de Fígols de Tremp, en territori de l'antic poble d'Arbul.
Està situat a ponent de Miravet d'Arbul, del Castell d'Arbul i de l'església de la Mare de Déu d'Arbul, al sud de la Masieta.